# Poslednjaja noč'
Poslednjaja noč' (Последняя ночь) è un film del 1936 diretto da Julij Jakovlevič Rajzman.